# Valdeganga
Valdeganga là một đô thị ở tỉnh Albacete nằm ở cộng đồng tự trị Castile-La Mancha của Tây Ban Nha. Đô thị Vilagrassa có diện tích là 70,76 ki-lô-mét vuông, dân số năm 2009 là 1933 người với mật độ 27,32 người/km². Đô thị Vilagrassa có cự ly 23 km so với tỉnh lỵ Albacete.